# Anthony Obert
Anthony Obert (* 6. Dezember 1985 in Chamonix) ist ein französischer Skirennläufer. Er gehört dem B-Kader des Französischen Skiverbandes an. Seine stärksten Disziplinen sind der Slalom und der Riesenslalom.

## Karriere
Obert bestritt im Januar 2001 seine ersten FIS-Rennen und konnte sich ein Jahr später erstmals unter den besten zehn klassieren. Den ersten Sieg feierte er am 14. Dezember 2003 im Slalom von Les Orres. Den ersten Europacupeinsatz hatte der Franzose im Januar 2005, die nächsten folgten ein Jahr später.
Seit der Saison 2006/07 startet Obert regelmäßig im Europacup. Am 26. November fuhr er mit Rang 30 im Slalom von Salla erstmals in die Punkteränge und drei Tage später erreichte er mit Platz 13 im Riesenslalom von Levi sein bestes Saisonergebnis. Zu Beginn des nächsten Winters gelang dem Franzosen mit Platz zwei im zweiten Indoor-Slalom in der Skihalle von Landgraaf der erste Podestplatz. In der restlichen Saison erreichte er fünf weitere Top-10-Ergebnisse. In diesem Winter nahm Obert auch erstmals an Weltcuprennen teil. In den fünf Slaloms und einem Riesenslalom, in denen er startete, kam er jedoch nie in den zweiten Durchgang. In der Europacupsaison 2008/09 waren ein siebenter Platz im Slalom von Courchevel und ein zehnter Platz im zweiten Slalom von Oberjoch seine besten Ergebnisse. Bei seinen fünf Weltcupslaloms, die er in diesem Winter bestritt, blieb er wieder ohne Resultat.
Am 7. November 2009 nahm Obert an der Hallen-Europameisterschaft in Amnéville teil. Er konnte sich nicht für die Finalläufe qualifizieren und belegte den 24. Platz. Knapp drei Wochen später gelang ihm sein zweiter Podestplatz im Europacup: Im zweiten Riesenslalom von Levi am 26. November musste er sich nur dem Tschechen Kryštof Krýzl geschlagen geben. Am Vortag hatte er im ersten Riesenslalom den vierten Platz belegt. Am 21. Dezember 2009 gewann Obert mit Platz 19 im Slalom auf der Gran Risa in Alta Badia seine ersten Weltcuppunkte. Dies ist auch sein bisher bestes Weltcupresultat. Ein zweites Mal konnte er drei Wochen später als 20. des Slaloms von Adelboden punkten. Am 7. März 2010 gewann Obert sein erstes Europacuprennen, den Slalom in Platak. Mit insgesamt vier Podestplätzen erreichte er in der Saison 2009/10 den zweiten Platz in der EC-Gesamtwertung. Die Saison 2010/11 musste Obert wegen einer schweren Verletzung im rechten Knie, die er Ende Dezember beim Training in Les Arcs erlitten hatte, frühzeitig beenden. Im Dezember 2011 verletzte er sich erneut am selben Knie, als er beim Training in Trysil einen Riss des vorderen Kreuzbandes erlitt. Wieder musste er die Saison schon frühzeitig beenden.

## Erfolge

### Weltcup
- Zwei Platzierungen unter den besten 20

### Europacup
- Saison 2007/08: 10. Slalomwertung
- Saison 2009/10: 2. Gesamtwertung, 5. Riesenslalomwertung, 7. Slalomwertung
- 5 Podestplätze, davon 1 Sieg:

| Datum        | Ort    | Land     | Disziplin |
| ------------ | ------ | -------- | --------- |
| 7. März 2010 | Platak | Kroatien | Slalom    |

### Weitere Erfolge
- 24. Platz bei der Hallen-Europameisterschaft 2009
- 7 Siege in FIS-Rennen